# Jože Gregorič
Jože Gregorič, slovenski rimskokatoliški duhovnik, slavist, urednik, prevajalec, * 27. november 1908, Delač pri Kostelu, † 5. september 1989, Stična.

## Življenje
Rodil se je v kmečki družini, očetu Antonu in mami Neži, rojeni Piškur. V letih 1920–28 je obiskoval realno gimnazijo v Kočevju, v letih 1928–33 Teološko fakulteto v Ljubljani. V letih 1934–39 je na Filozofski fakulteti v Zagrebu študiral slavistiko. Leta 1933 in 1934 je bil v Zavodu sv. Stanislava v Šentvidu nad Ljubljano prefekt in katehet. V letih 1939–41 je delal kot profesor pripravnik na škofijski gimnaziji v Šentvidu, nato do leta 1945 kot izseljenski duhovnik v Zagrebu.
Po 2. svetovni vojni, od leta 1945 do 1954, je bil župnijski upravitelj oz. župnik v Tržiču in Lomu, od leta 1970 pa na Polici pri Grosupljem.

## Delo
Pisal je pod psevdonimi Jože Zdolanji, Ilija Matijev, J. G. Antonov, Drago Piškur, J. G., S. Gregorc. Sodeloval je pri različnih časopisih in zbornikih: Jutro (1928), Slovenec (1929, 1930, 1934–1936), (1938–1940). Življenje in svet (1929), Gruda (1929), Delavska pravica (1929–1931), Mladika (1930), Modra ptica (1930/31), Prerod (1931), Vrtec (1931–1932), Kres (1932), Družinska pratika (1934–1935), Slovenski dom (1936), Vigred (1936), Dom in svet (1939–1941), Družina (1952–1969), Organizacijski vestnik CMD (1952–1970), Nova pot (1953–1954, 1956–1970), Književni glasnik Mohorjeve družbe (1955–1971), Jezik in slovstvo (1958–1960), Koledar Mohorjeve družbe (1960, 1964), Glasnik Slovenskega etnografskega društva (1964), Razprave Slovenske akademije znanosti in umetnosti (1965), Nova mladika (1969–1971), Zbornik občine Grosuplje I-II (1969–1970), Loški razgledi (1970). V revijah Mladi Juna in Orlič ter v listih Domoljub in Bogoljub je objavljal članke verske vsebine. Bil je član redakcije Nove poti (1960–1970) in tehnični urednik, član glavnega odbora in sekretar Mohorjeve družbe v Celju (1960–1969), redakcije revije Nova mladika (1970), urednik Glasnika Slovenskega duhovniškega društva (od 1971). 
Prevajal je iz ruskega in francoskega jezika.

## Izbrana bibliografija
- Joža Vovk. Nova pot, let. 9 (1957), str. 175–178. (COBISS)
- Podoba duhovnika v slovenskem slovstvu. Ljubljana: Družina, 1979. (COBISS)

Pisec uvodov in komentarjev
- Pavel Perko: Novele in črtice. Celje: Mohorjeva družba. (COBISS)
- Josip Jurčič: Jurij Kozjak. Celje, 1963.(COBISS)
- Josip Jurčič: Deseti brat. Celje, 1967. (COBISS)
- Fran Saleški Finžgar: Sedem postnih slik. Celje, 1968. (COBISS)

Urednik, pisec uvodov in recenzij
- Venček ljudskih pripovednih pesmi. Celje, 1956. (COBISS)

Prevodi
- Pierre L'Ermite: Kako sem ubila svojega otroka. Ljubljana, 1932. (COBISS)
- Alfonz Deeken: Tudi starost je lahko lepa. Celje: Mohorjeva družba, 1977. (COBISS)